# S.S. New York Leaving Southampton Docks
S.S. New York Leaving Southampton Docks è un cortometraggio muto del 1899. Il nome del regista non viene riportato nei credit del film ma vi appare quello del produttore Cecil M. Hepworth come direttore della fotografia.
Il documentario mostra la S.S. New York che lascia la banchina di Southampton. Anni dopo, il 10 aprile 1912, nello stesso porto, la nave sarebbe stata quasi coinvolta in una collisione con la RMS Titanic in partenza alla volta di New York nel suo viaggio inaugurale.

## Produzione
Il film fu prodotto dalla Hepworth.

## Distribuzione
Distribuito dalla Hepworth, il documentario - un cortometraggio della lunghezza di 15,2 metri - presumibilmente uscì nelle sale cinematografiche britanniche nel 1899.
Non si hanno altre notizie del film che si ritiene perduto, forse distrutto nel 1924 quando il produttore Cecil M. Hepworth, ormai fallito, cercò di recuperare l'argento del nitrato fondendo le pellicole.